# Cabify
Cabify es una empresa española de red de transporte a través de su aplicación móvil para teléfonos inteligentes. Los vehículos son conducidos por proveedores de servicios autónomos. Cabify opera en España e Hispanoamérica (Colombia, México, Argentina, Paraguay, Perú, Chile y Uruguay), la compañía ofrece dos servicios, uno para empresas y otro para particulares. Entre 2016 y 2019, también operó en Portugal - donde estuvo disponible en Lisboa y Oporto- y entre 2016 y 2021 en Brasil.
Cabify fue fundada en mayo de 2011 por Juan de Antonio y recaudó un total de $304 millones de fondos de inversión. En enero de 2018 la compañía confirmaba un crecimiento global de más del 500% comparado con 2017.

## Historia

### Desarrollo en España
Cabify fue fundada en mayo de 2011 por Juan de Antonio, empresario español, ingeniero de telecomunicaciones y MBA en la Universidad de Stanford.
De Antonio empezó a comentar la idea con Adeyemi Ajao, uno de los fundadores de Tuenti, y Brendan Wallace. Cabify estableció su primera red de transporte en Madrid y poco tiempo después su idea atrajo a inversores de Silicon Valley. Juan de Antonio quedó como el CEO, mientras que Ajao y Wallace se convirtieron en asesores ya que continúan trabajando en su propia startup. En julio, Samuel Lown se unió al equipo como el CTO y dos meses después entraron Michael Koper y Adrián Merino.
Inicialmente, el servicio se llamaba "Ejecutivo" y estaba destinado a un grupo de nicho, con vehículos de alta gama que eran un poco más caros que los taxis.
En junio de 2013, la empresa lanzó Cabify Lite, con vehículos de gama media. A finales de 2015, Cabify Lite representaba el 85% de la oferta de la empresa. En 2016, la empresa se asoció con Waze. En 2016, Cabify lanzó en Lisboa (Portugal). la compañía opera en ocho ciudades españolas desde 2017: Madrid, Barcelona, Valencia, Bilbao, Vitoria, La Coruña, Málaga, Sevilla, Zaragoza y en la isla de Tenerife.
En julio de 2018, una huelga de taxistas en Barcelona obligó a la empresa a suspender sus servicios hasta nuevo aviso. En septiembre de 2018, los conductores de servicios de transporte compartido, incluido Cabify, protestaron contra la propuesta del gobierno español de endurecer las reglas para los servicios de transporte privado. En enero de 2019, Cabify suspendió sus operaciones en Barcelona. Su servicio se restableció en Barcelona en marzo de 2019. Cabify regresó mediante una treta legal: "Hemos buscado un hueco legal, una fórmula para poder operar cumpliendo el decreto de la Generalitat pero sin las restricciones que impone" dijo la empresa. Funcionarios de Generalitat manifestaron su sorpresa ante la decisión de Cabify de "saltarse la ley" con mediante una treta legal.  Hubo denuncias de pasajeros de que la empresa no solo se saltaba la ley sino que además instruía a sus conductores sobre cómo hacerlo. El gobierno comunicó a la guardia urbana y a los mossos d'esquadra que debían detener cualquier coche de Cabify que no cumpliera con la normativa vigente.

### En América Latina
Un año después de su fundación en España, comenzó operaciones en América Latina, con filiales en México, Chile y Perú. Pocos años después, el 80% de los ingresos de Cabify provenían del continente americano.
En 2016, Cabify incrementó su expansión en México. El programa Hoy No Circula en la Ciudad de México generó un aumento del 200% en la demanda. Durante ese breve período, Cabify redujo sus tarifas en un 25% para motivar a los habitantes a utilizar medios de transporte alternativos. Para pagar menos impuestos donó una parte de sus ingresos a UNICEF. En ese momento, la empresa operaba en seis ciudades mexicanas: Ciudad de México, Monterrey, Querétaro, Ciudad de Puebla, Guadalajara y Toluca.
En 2016, Cabify comenzó a operar en Argentina (Buenos Aires y Rosario), Brasil (São Paulo), Costa Rica, Bolivia, Ecuador y Panamá. También anunció que expandiría sus servicios a nuevas ciudades, como Valparaíso y Viña del Mar en Chile.
Cabify comenzó a ofrecer servicios al sector corporativo en Bogotá en 2015. Cabify abrió luego en Cali en abril de 2016 y anunció su expansión a Medellín y la región del Caribe, más precisamente a las ciudades de Barranquilla y Cartagena. Planeaba ofrecer sus servicios en Pereira, Manizales y Bucaramanga más adelante en el año.

### Inversiones
La segunda ronda de inversión de la compañía se llevó a cabo en abril de 2014. La inversión de 8 millones de dólares fue dirigida por Seaya Ventures. Para entonces, Cabify tenía unas 100 000 descargas de la aplicación a nivel global, de las cuales unas 35 000 eran en España.
Inicialmente, la primera categoría fue denominada "Executive" y estaba destinada a un nicho muy específico, con vehículos de alta gama que eran más caros que los taxis. En junio de 2013, la compañía lanzó “Cabify Lite”, con vehículos de gama media. A finales de 2015, Cabify Lite representaba el 85 % de la oferta de la empresa.
El inversor más grande en la empresa, el gigante del comercio electrónico japonés Rakuten, que también es un inversor principal de la aplicación de movilidad Lyft, hizo su primera inversión en Cabify en octubre de 2015, cuando inyectó capital en América Latina. Los ingresos de Cabify habían aumentado a 40 millones de dólares, de 10 millones en 2014 y 1 millón de dólares en 2013.
Con la nueva inversión, Cabify incrementó su expansión en México. El programa "Hoy No Circula" en la Ciudad de México generó un aumento del 200% en la demanda. Para promocionarse redujo sus tarifas en un 25% durante un breve período para motivar a los habitantes a utilizar su transporte.  En ese momento, la compañía operaba en seis ciudades de México: Ciudad de México, Monterrey, Querétaro, Puebla, Guadalajara y Toluca.
En abril de 2016, Rakuten invirtió 92 millones de dólares en Cabify. La inversión de Rakuten fue parte de una ronda de financiación en la que Cabify recaudó 120 millones de dólares. Tras esto la compañía anunció que comenzaría a operar en Argentina (Buenos Aires y Rosario), Brasil (Sao Paulo, Río de Janeiro, Porto Alegre y Belo Horizonte), Portugal (Lisboa), Ecuador, y Panamá.
Cuando dio a conocer que iba a hacer negocios en Colombia, la Asociación de Consumidores Libres le abrió las puertas. Con esto Cabify comenzó a ofrecer su servicio corporativo al sector empresarial en Bogotá en 2015.  En abril de 2016, empezó operaciones en Cali y anunció su expansión a Medellín y en la ciudad de Barranquilla.
La compañía opera en varias ciudades españolas desde 2016 - La Coruña, Santander, Barcelona, Alicante, Madrid, Valencia, Murcia, Málaga y Sevilla.  Después de la financiación de 2016, Cabify fue valorado en alrededor de 320 millones de dólares. La plantilla llegaba a los 400 empleados fijos en las áreas de ingeniería, ventas, marketing, logística y servicio al cliente. A finales de 2017 la plantilla había ascendido a 1.800 empleados. Cabify cerró una ronda de inversión de 130,6 millones de euros (160 millones de dólares), en la que participaron Rakuten Capital, The Venture City y Endeavor Catalyst. Esta inversión en la compañía la categoriza como "unicornio", término asignado a las startups con una valoración por encima de los 1.000 millones de dólares. Cabify fue la primera empresa española en convertirse en unicornio. La valoración de la empresa alcanzó los 1,4 mil millones de dólares.
En 2019 Cabify se convertía en la primera empresa de su sector en alcanzar la rentabilidad. Lo logró en el cuarto trimestre del año, cuando su EBITDA (beneficio antes de impuestos, intereses, amortizaciones y depreciaciones) llegó a los 3 millones de dólares.

## Servicio
Cabify funciona como punto de contacto entre usuarios y conductores privados, a través de la aplicación móvil disponible para Android y iOS, al igual que en su página web. Los conductores pagan por pertenecer y los clientes pagan por el servicio a través de su tarjeta de crédito, cuenta de PayPal o en efectivo. El sistema de pago está protegido por Symantec Verisign. Ofrece diferentes opciones de vehículos de cualquier conductor privado que se anote. Adicional a sus servicios principales, Cabify ofrece otros servicios dependiendo de la ciudad donde opera, por ejemplo: en España se pueden contratar taxistas, alquilar motos eléctricas o coches eléctricos de WiBLE. Cabify ofrece  una opción de transporte para personas con discapacidad. 

### Aplicación móvil
Cabify está disponible como app descargable para dispositivos con sistema operativo Android (versiones según dispositivo desde 7.5.9 a 22 de agosto de 2019) y sistema operativo iOS (versión 7.6.0. a 28 de agosto de 2019). Desde febrero de 2023 también está disponible desde App Gallery, la tienda de aplicaciones desarrollada por la marca Huawei.
La aplicación muestra a los usuarios la ubicación de los conductores, llama al conductor más cercano, dirige al conductor hasta el punto donde se encuentra el usuario. la aplicación solo juega el rol de intermediario con el método de pago y se lleva Cabify una comisión de aproximadamente el 20%. Una vez que el recorrido ha terminado, el usuario recibe el resumen de su viaje en su teléfono móvil, incluyendo información como la distancia, duración y coste del trayecto. La aplicación le permite al usuario calificar el viaje y al conductor. Las direcciones pueden ser guardadas como favoritas. El sistema tiene una cola de espera, en donde busca al conductor más cercano en un lapso de tiempo de 15 minutos.
Cabify da varias opciones a los usuarios de la plataforma durante el proyecto, como escoger que el conductor no hable, dar seguimiento al trayecto desde el comienzo del viaje hasta el punto de llegada, así como compartir la información con otros usuarios. La aplicación permite a los usuarios elegir el tipo de vehículo (Executive, Lite o Group) o que el conductor hable un idioma extranjero, que no hable durante el recorrido, la temperatura del aire acondicionado deseada, que el conductor abra la puerta, que llame al llegar o que escuche la emisora de radio que el usuario prefiera.También el sistema de Cabify integra otras plataformas para brindar al conductor la mejor ruta posible, la posibilidad de recibir notificaciones con información de los viajes o alertas en caso de cualquier modificación, consulta de viajes activos, reservas o viajes terminados con antelación; establecer restricciones de viajes, así como generar centros de costes personalizados por cliente.
La aplicación Easy Taxi (ET) se integró en la app de Cabify y desde 2019 los taxistas de la compañía fueron incorporados al servicio de Cabify, de forma que se integraron ambos servicios bajo la misma app.

### Conductores
Los candidatos tienen que tener una antigüedad del permiso de conducir superior a dos años y un mínimo de ocho puntos en el mismo. Los interesados deben demostrar que no tienen antecedentes penales y/o sexuales.En 2017, una pasajera fue violada y asesinada por un conductor de Cabify en México y  Cabify fue cancelado debido a que no tomaba las medidas de seguridad apropiadas. En 2018, otra pasajera fue violada por un conductor en México.Ese mismo año otra pasajera fue abusada sexualmente por otro conductor en Madrid, España.  En cuanto a cuestiones de seguridad, desde el año 2022 Cabify ha implementado la tecnología de "señal secreta" para proteger a conductores y conductoras que se sientan inseguros durante un servicio. Es un servicio que está operativo las 24 horas del día.
En Argentina y en varios países se pide una cierta antigüedad máxima del vehículo, por ejemplo en Argentina los autos Cabify deben ser del año 2011 en adelante.
Todos los conductores requieren de una presentación personal apropiada. Se espera que sean amables y atiendan los requerimientos del pasajero, y a menudo incluyen servicios adicionales como materiales de lectura dentro del coche y botellas de agua proporcionadas por Cabify.

### Postura legal
En el caso de España, los transportistas que colaboran con Cabify lo hacen bajo un régimen de contrato mercantil de servicios, ya sean empresas o autónomos propietarios de flota de vehículos VTC (Vehículo de Transporte con Conductor). Que presten el servicio directamente o mediante personal laboral contratado bajo el régimen general de la Seguridad Social de manera previa al inicio de su colaboración con la compañía. Cabify no da de alta autónomos, sino que estos ya se han constituido como tales antes de comenzar su relación contractual. Los conductores que colaboran con Cabify no perciben un sueldo mensual ni anual de carácter fijo. Sus ingresos son consecuencia de la facturación de las horas y servicios realizados.
El sistema de control de Cabify permite mantener un registro de todos los cobros y pagos, que ya se pueden realizar en efectivo.
La unión de taxis de Santiago protestó en contra de Cabify y Uber, anunciando un paro nacional en mayo de 2016. Varias celebridades chilenas, que usan el servicio de Cabify, como Cristián Sánchez y Renata Ruiz, apoyaron a la empresa y aparecieron en un video donde daban sus razones para usar Cabify. Después de haber intentado encontrar una solución con el gobierno chileno durante más de seis meses sin éxito, Cabify lanzó Cabify City, que conecta a los propietarios de los coches particulares con los usuarios de la aplicación de Cabify. Cabify City es el primer servicio sin regulación.

### Responsabilidad Social Corporativa (RSC)
Cabify crea en 2018 un Departamento de Responsabilidad Social Corporativa (RSC), del que sería máximo responsable David Pérez. Reafirmando este compromiso, el 11 de octubre de 2018 Cabify anunció su adhesión al Pacto Mundial de las Naciones Unidas, que plantea 10 principios relativos a factores de interés social como los derechos humanos, los derechos laborales, cuestiones medioambientales, así como iniciativas de lucha contra la corrupción.
Siguiendo esta línea de acciones de sostenibilidad, el 5 de noviembre de 2018 Cabify anunciaba su alianza con la empresa Tetra Pak para sustituir las botellas de agua de plástico que ofrece a sus clientes por otros envases de material reciclable. Gracias a las posibilidades de personalización de estos envases, la compañía incluyó el color corporativo morado en el diseño, junto a la frase "Cambiamos para un viaje más sostenible. Cartón 100% reciclable".
El 21 de noviembre Cabify también anunció ser la primera plataforma de Movilidad como Servicio (MaaS por sus siglas en inglés) de Europa y América Latina en compensar el 100% de las emisiones de carbono producto de su operación.
Ese mismo mes de noviembre de 2018, Cabify anunció también su alianza con Movo, empresa especializada en motos compartidas y otros vehículos eléctricos, para la comercialización del servicio de patinetes eléctricos compartidos en Madrid, México, Perú y Chile.
Cabify es, desde 2018, la primera y única empresa del sector en Europa y América Latina en compensar el 100% de las emisiones generadas no solamente por su actividad corporativa sino también las resultantes de trayectos de usuarios y empresas a través de la aplicación (neutra en carbono).
Además, en abril de 2023, Science Based Targets initiative (SBTi) validó los objetivos de reducción de emisiones (objetivos Near-Term y Long-Term) de Cabify, convirtiéndose en la primera y única app de multimovilidad con un objetivo Net-Zero aprobado por esta iniciativa global. Estos objetivos implican que la compañía debe alcanzar la neutralidad en 2030.

### Diferenciadores clave
A pesar de que ha sido llamado como el "Uber de Europa" y el "Uber Español", cuando es comparado con su mayor competidor, Cabify tiene múltiples diferenciadores, especialmente cuando se habla sobre su política de precios.
En una reciente comparativa de los servicios de movilidad urbana realizado por https://www.businessinsider.es  , Cabify no era el ganador, entre los diferentes operadores de estudio con  Uber y el Taxi de Madrid en la comparativa. Siendo el Taxi de Madrid el más económico y mejor valorado, de media, por los clientes.